# العالم الصغير والعالم الكبير

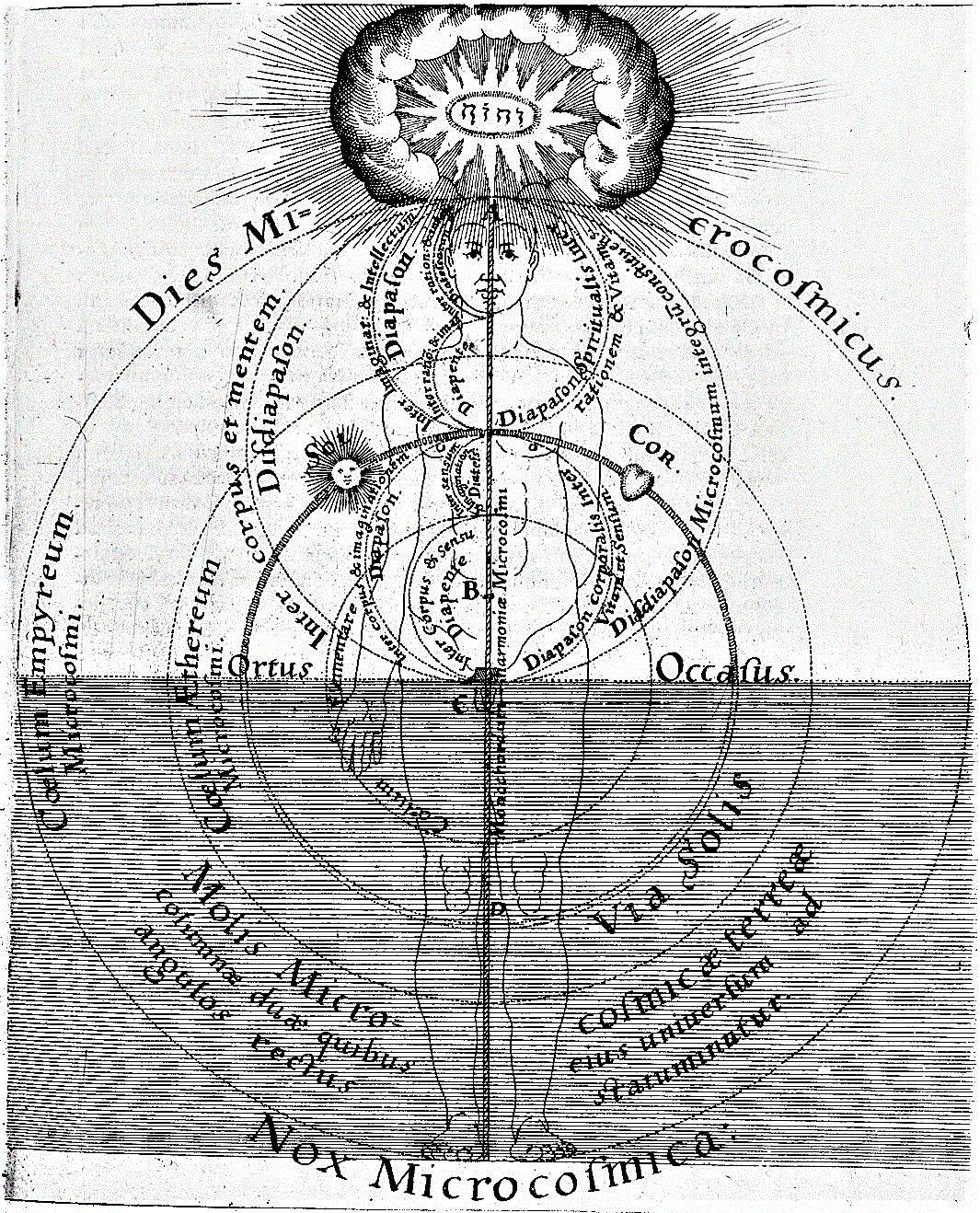
رسم توضيحي للتشابه بين جسم الإنسان ونموذج مركزية الأرض: الرأس متماثل مع الإمبيرين، الأقرب إلى النور الإلهي؛ الصدر مع الأثير، التي تشغلها الكواكب الكلاسيكية (حيث يشبه القلب الشمس).

يشيرمُصطلح العالم الصغير والعالم الكبير أو العالم الأصغر والعالم الأكبر (بالإنجليزية: Microcosm–macrocosm) إلى وجهة نظر تاريخية وفلسفية تفترض وجود تشابه هيكلي/بُنيوي بين الإنسان (أي العالم المصغر، أي النظام الصغير أو الكون الصغير) والكون ككل (الكون الكبير، أي النظام/الكون الكبير). وبالنظر إلى هذا التشبيه الأساسي، يمكن استنتاج الحقائق المتعلقة بطبيعة الكون ككل من الحقائق المتعلقة بالطبيعة البشرية، والعكس صحيح.
إحدى النتائج الطبيعية المهمة لهذه الرؤية هي أن الكون ككل يمكن اعتباره حيًا، وبالتالي له عقل أو روح (روح العالم)، وهو الموقف الذي تقدم به أفلاطون في كتابه طيماوس. علاوة على ذلك، غالبًا ما كان يُعتقد أن هذا العقل أو الروح الكونية إلهية، ولا سيما من قبل الرواقيين وأولئك الذين تأثروا بهم، مثل مؤلفي الهرمسية. ومن ثم، كان يُستدل أحيانًا على أن العقل البشري أو الروح البشرية كانت ذات طبيعة إلهية أيضًا.
وبصرف النظر عن هذا التطبيق النفسي والوجداني (أي المتعلق بالعقل)، فقد تم تطبيق القياس أيضًا على علم وظائف الأعضاء البشري. على سبيل المثال، جرى أحيانًا اعتبار الوظائف الكونية للكواكب الكلاسيكية السبعة مماثلة للوظائف الفسيولوجية للأعضاء البشرية، مثل القلب والطحال والكبد والمعدة وما إلى ذلك.
وجهة النظر نفسها قديمة، ويمكن العثور عليها في العديد من الأنظمة الفلسفية في جميع أنحاء العالم، كما هو الحال على سبيل المثال في بلاد ما بين النهرين القديمة، في إيران القديمة، أو في الفلسفة الصينية القديمة. ومع ذلك، فإن مصطلحات العالم الصغير والعالم الكبير تشير بشكل أكثر تحديدًا إلى التشبيه الذي جادت به وطورته الفلسفة اليونانية القديمة والفلسفات التي اشتقت منها في العصور الوسطى وأوائل العصر الحديث.
في الاستخدام المعاصر، يجري أيضًا استخدام مصطلحات العالم الصغير والعالم الكبير للإشارة إلى أي نظام أصغر يمثل نظامًا أكبر، والعكس صحيح.